# Kefalóvryso (ort i Grekland, Thessalien)
Kefalóvryso är en ort i Grekland.   Den ligger i prefekturen Trikala och regionen Thessalien, i den centrala delen av landet, 250 km nordväst om huvudstaden Aten. Kefalóvryso ligger 126 meter över havet och antalet invånare är 959.
Terrängen runt Kefalóvryso är platt åt sydost, men åt nordväst är den kuperad. Runt Kefalóvryso är det tätbefolkat, med 735 invånare per kvadratkilometer. Närmaste större samhälle är Trikala, 7,1 km öster om Kefalóvryso. Trakten runt Kefalóvryso består till största delen av jordbruksmark.